# Niebyła (Silésie)
Pour les articles homonymes, voir Niebyła (Petite-Pologne).
Niebyła est une localité polonaise de la gmina de Dąbrowa Zielona, située dans le powiat de Częstochowa en voïvodie de Silésie.